# Trofim Gorinow
Trofim Iosifowicz Gorinow (ros. Трофим Иосифович Горинов, ur. 1926 w guberni wiackiej, zm. 2004) – radziecki działacz państwowy i partyjny.

## Życiorys
W latach 1941–1944 pracował jako rachmistrz stanicy maszynowo-traktorowej i kołchozu, od 1944 sekretarz komitetu wykonawczego rady wiejskiej, następnie rady rejonowej w Maryjskiej ASRR, zastępca przewodniczącego komitetu wykonawczego rady rejonowej i przewodniczący komitetu wykonawczego rady rejonowej w Maryjskiej ASRR. Od 1946 należał do WKP(b), 1955 został I sekretarzem rejonowego komitetu KPZR, był słuchaczem szkoły partyjnej przy KC KPZR, potem do 1963 kierował wydziałem Maryjskiego Komitetu Obwodowego KPZR. W latach 1963–1964 był przewodniczącym Komitetu Kontroli Partyjno-Państwowej Maryjskiego Komitetu Obwodowego KPZR i Rady Ministrów Maryjskiej ASRR i jednocześnie sekretarzem Maryjskiego Komitetu Obwodowego KPZR i zastępcą przewodniczącego Rady Ministrów Maryjskiej ASRR, 1964-1976 przewodniczącym Rady Ministrów Maryjskiej ASRR, a 1976-1988 ministrem ubezpieczeń społecznych Maryjskiej ASRR. Był deputowanym do Rady Najwyższej ZSRR 7 kadencji.

## Odznaczenia
- Order Lenina
- Order Rewolucji Październikowej
- Order Czerwonego Sztandaru Pracy